# Metropolia Saint John’s
Metropolia Saint John’s (Nowa Fundlandia) – metropolia Kościoła rzymskokatolickiego we wschodniej Kanadzie w prowincji Nowa Fundlandia i Labrador. Obejmuje metropolitalną archidiecezję Saint John’s i dwie diecezje. Została ustanowiona 8 lutego 1904 roku.
W skład metropolii wchodzą:
- Archidiecezja Saint John’s
- Diecezja Corner Brook i Labrador
- Diecezja Grand Falls